# Kriva Lakavica
Kriva Lakavica ili Lakavica (mak. Крива Лакавица ili Лакавица), je mala rijeka na jugoistoku Sjeverne Makedonije, u blizini grada Štipa. Ona je pritoka rijeke Bregalnice, druge po veličini rijeke u Makedoniji.
Porječje rijeke Lakavice, vrlo je plodno i ispunjeno selima i seoskim imanjima. Na rijeci je kod mjesta Konče podignuta brana 1978., i tako je stvoreno umjetno Mantovsko jezero.
U poplavama 2014. je poginulo jedno dijete.

## Vanjske poveznice
|  | Zajednički poslužitelj ima još gradiva o temi Kriva Lakavica |